# Dapsa denticollis
Dapsa denticollis is een keversoort uit de familie zwamkevers (Endomychidae). De wetenschappelijke naam van de soort werd in 1817 gepubliceerd door Ernst Friedrich Germar.